# Oops cool
oops cool（ウップスクール）は、日本のボーイズヒップホップグループ。
所属事務所はROOFTOP。レーベルはユニバーサル ミュージック内のVirgin Music。

## メンバー
| 名前    | イメージキャラクター |
| ------- | -------------------- |
| WANTAI  | 悪魔                 |
| NiseChi | うさぎ               |
| Peppu   | ひつじ               |
| Jariboy | くま                 |

## 概要
メンバー全員が覆面をしており、社会人経験者のみで構成された自称"プロ素人集団"として売り出されている。名前と、全員が同級生でサッカー部に所属していたことのみ明かされている。覆面をしている理由は、現在進行形で社会人のメンバーもいるとのこと。oops coolの活動や命名はメンバーのPeppuがきっかけだったと語っている。

## 音楽的なバックボーンやきっかけ
- Peppu：幼少期に父親の車で流れていた「KREVA」、「RIP SLYME」「RHYMESTER」「BUMP OF CHICKEN」など。
- WANTAI：高校生の頃に観た『フリースタイルダンジョン』『BAZOOKA!!! 高校生ラップ選手権』でMCバトルの存在を知る。その後SUSHIBOYSやchelmicoなどから、等身大のリリックを歌うヒップホップ・グループにハマっていった。

## ディスコグラフィ

### 配信シングル
| #   | 配信日 | 配信日   | タイトル       |
| --- | ------ | -------- | -------------- |
| 1st | 2024年 | 9月25日  | Too Busy Work  |
| 2nd | 2024年 | 11月13日 | 青春GAMEOVER   |
| 3rd | 2025年 | 2月12日  | スキャンダラス |
| 4th | 2025年 | 6月25日  | golazo         |
| 5th | 2025年 | 8月6日   | 火             |
|     |        |          |                |